# 509 (tal)
509 är det naturliga heltal som följer 508 och följs av 510.

## Matematiska egenskaper
- 509 är ett udda tal.
- 509 är ett palindromtal
- 509 är ett primtal[1].
- 509 är ett defekt tal
- 509 är ett Oktanaccital.
- 509 är ett palindromtal i det kvarternära talsystemet.

## Inom vetenskapen
- 509 Iolanda, en asteroid.